# Little Walter
Little Walter (ur. 1 maja 1930 w Marksville, zm. 15 lutego 1968 w Chicago), właśc. Marion Walter Jacobs – amerykański muzyk specjalizujący się w grze na harmonijce diatonicznej, jeden z najważniejszych przedstawicieli bluesa chicagowskiego. Został wprowadzony do Blues Hall of Fame już w roku jej powstania, tj. w 1980, a w 2008 znalazł się w Rock and Roll Hall of Fame.

## Dyskografia
- ABC of the Blues, Vol. 22 (Documents)
- Little Walter & His Jukes (Python)
- My Babe (MD Company)
- Rock Bottom (Not Now Music)
- Little Walter (Pye, 1964)
- Super Blues (Chess, 1967)
- Windy City Blues (Blue Moon, 1986)
- Live in the Windy City (Columbia River Entertainment Group, 2000)
- Blues Greats: Little Walter (Dreamworks, 2011)

źródło: